# Liszajec zakaźny
Liszajec (łac. impetigo contagiosa – liszajec zakaźny) – zakaźna choroba powierzchownych warstw skóry występująca najczęściej u dzieci w wieku 2–6 lat. Osoby uprawiające sporty kontaktowe takie jak rugby, futbol amerykański, lub zapasy są także podatne, bez względu na wiek. Wywoływany głównie przez bakterie Staphylococcus aureus i czasami Streptococcus pyogenes.

## Klasyfikacja ICD10
| kod ICD10     | nazwa choroby                                            |
| ------------- | -------------------------------------------------------- |
| ICD-10: L01   | Liszajec                                                 |
| ICD-10: L01.0 | Liszajec [każdej etiologii bakteryjnej] [każdej okolicy] |
| ICD-10: L01.1 | Zliszajcowacenie innych zmian skórnych                   |